# Saint-Germain-de-Varreville
Saint-Germain-de-Varreville è un comune francese di 122 abitanti situato nel dipartimento della Manica nella regione della Normandia.

## Società

### Evoluzione demografica
Abitanti censiti